# Acalolepta novaguineae
Acalolepta novaguineae es una especie de escarabajo longicornio del género Acalolepta, tribu Monochamini, subfamilia Lamiinae. Fue descrita científicamente por Gilmour en 1956.
Se distribuye por Papúa Nueva Guinea. Mide aproximadamente 17 milímetros de longitud.